# Villaricca
Villaricca ist eine Gemeinde mit 31.482 Einwohnern (Stand 31. Dezember 2023) in der Metropolitanstadt Neapel, Region Kampanien.
Die Nachbarorte von Villaricca sind Calvizzano, Giugliano in Campania, Marano di Napoli, Mugnano di Napoli, Qualiano und Quarto.

## Bevölkerungsentwicklung
Villaricca zählt 8339 Privathaushalte. Zwischen 1991 und 2001 stieg die Einwohnerzahl von 22.114 auf 26.175. Dies entspricht einem prozentualen Zuwachs von 18,4 %.

## Söhne und Töchter
- Stefano Rega (* 1968), römisch-katholischer Geistlicher, Bischof von San Marco Argentano-Scalea